# L'Étreinte du vampire
Pour plus de détails, voir Fiche technique et Distribution.
L'Étreinte du vampire (Embrace of the Vampire) est un film d'horreur américain de 1995 réalisé par Anne Goursaud.

## Synopsis
Après des années au couvent, la jeune et jolie Charlotte Wells achève consciencieusement ses études dans un établissement laïc, où son comportement prude lui attire les quolibets de ses camarades, nettement plus délurées. Elles ignorent qu'un mystérieux inconnu hante les nuits de la pure Charlotte.

## Fiche technique
- Titre : L'Étreinte du vampire
- Titre original : Embrace of the Vampire
- Réalisation : Anne Goursaud
- Scénario : Nicole Coady, Rick Bitzelberger
- Durée : 92 minutes
- Date de sortie :
  - États-Unis : 30 mai 1995
- Classification :
  -  Royaume-Uni : interdit aux moins de 18 ans[2]

## Distribution
- Alyssa Milano : Charlotte Wells
- Martin Kemp : Vampire
- Rebecca Ferratti : Princesse
- Glori Gold : Nymphe I
- Seana « Shawna » Ryan : Nymphe II
- Sabrina Allen : Nymphe III
- Harold « Harrison » Pruett : Chris
- Jennifer Tilly : Marika
- Charlotte Lewis : Sarah
- Jordan Ladd : Eliza
- Rachel True : Nicole
- Robbin Julien : Rob
- Christopher Utesch : l'homme dans le couloir
- David Portlock : Peter
- Gregg Vance : Jonathan
- John Riedlinger : Milo
- Ladd Vance : Mark
- Lynn Philip Seibel : le professeur